# Franz Joseph von Wurmbrand-Stuppach (1737–1806)
Franz Joseph von Wurmbrand-Stuppach (* 4. April 1737 in Graz; † 12. Februar 1806 in Wien) war ein österreichischer Diplomat.
Er entstammt dem jüngeren (erloschenen) Zweig der steirischen Linie. 
Seine Eltern waren der Graf Leopold Siegmund von Wurmbrand-Stuppach (* 5. Februar 1701; † 18. Oktober 1759) und dessen Ehefrau Gräfin Anna Sabine von und zu Wildenstein (* 17. Februar 1700; † 15. August 1772). Er widmete sich der diplomatischen Laufbahn und wurde k.u.k. Gesandter an den Höfen von Dänemark, Sachsen und Neapel. Er erhielt die Würden eines k.u.k. Kämmerers und wirklichen geheimen Rates. 
Er war seit dem 30. April 1764 mit der Gräfin Maria Theresia von Sylva-Tarouca (* 30. Dezember 1741) vermählt. Seine Frau war die Tochter von Emanuel Silva-Tarouca. Das Paar hatte zwei Söhne und zwei Töchter:
- Emanuel Alexander (* 18. Oktober 1766; † 19. Januar 1767)
- Heinrich Georg Ferdinand (* 19. Dezember 1767; † 5. Januar 1812)

⚭ 8. Mai 1811 Freiin Maria Leopolda von Hingenau (* 8. November 1789; † 26. Oktober 1866)
- Maria Theresia Friderika (* 29. Januar 1769; † vor 1858)

⚭ 17. Januar 1781 Hieronymus di Ceva, Marchese di Ceva
- Amabilia (* 20. Mai 1770; 26. November 1856)

⚭ 26. September 1798 Luigi Panissera, 5. Graf von Veglio (* 30. Juni 1760; † 5. März 1812)
⚭ Carlo Luigi Stefano Maria Giacinto Porporato, Marchese di Sampeyre, Piasco, Venasca e Brossasco (* 26. Dezember 1762; † 8. August 1834)
- Leopold Karl (* 4. November 1772; † vor 1786)

Nach dem Tod seiner ersten Frau heiratete er am 14. Dezember 1773  die Gräfin Maria Cäcilia Chlumčanská z Přestavlk (von Prestawlk und Chlumcan; † 18. März 1822). Das Paar hatte eine Tochter: 
- Aloisia Franziska Nepomuzena (* 4. April 1775; † 1818)

⚭ 15. Oktober 1774 Graf Emanuel Wiežnik z Wiežnik auf Wselis und Bukowan († 1806).
Sein Sohn und Erbe, der Graf Georg Heinrich, blieb ohne Nachkommenschaft und dieser Zweig des Hauses Wurmbrand erlosch.